# Sender Freies Berlin
Sender Freies Berlin (en español, «Emisora de Berlín Libre»), también conocida por sus siglas SFB, fue una empresa pública de radio y televisión que prestaba servicio a la ciudad de Berlín (Alemania). El grupo formó parte de la ARD, el consorcio de radiodifusoras públicas de Alemania, desde 1954 hasta 2003.
La SFB fue fundada el 1 de junio de 1954 como una compañía exclusiva para Berlín Occidental tras desligarse de la Nordwestdeutscher Rundfunk (NWDR). Aunque la cobertura y programación de SFB estaban dirigidas a los berlineses de la zona oeste, sus canales también podían sintonizarse en Berlín Oriental (República Democrática Alemana). Con la caída del Muro de Berlín y la posterior reunificación alemana, la señal de SFB fue ampliada el 1 de enero de 1992 a todo Berlín para convertirse en la única radiodifusora de la capital.
SFB desapareció el 30 de abril de 2003 al fusionarse con la radiodifusora de Brandeburgo, dando lugar a Rundfunk Berlin-Brandenburg (RBB).

## Historia

### Antecedentes
Las primeras emisiones de radio en Berlín tuvieron lugar el 29 de octubre de 1923 bajo el nombre «Radio-Stunde Berlin», renombrada al año siguiente como «Funk-Stunde Berlin». Con el ascenso al poder de los nazis en 1933, el servicio fue nacionalizado y pasó a llamarse «Reichssender Berlin», dentro del servicio radiofónico de la Alemania Nazi. La estación berlinesa fue cerrada en 1945 por las fuerzas soviéticas en la batalla de Berlín que puso fin a la Segunda Guerra Mundial.
Durante la ocupación de Alemania, cada uno de los cuatro ejércitos aliados puso en marcha sus propias emisoras de radio en onda media. La Administración Militar Soviética creó «Berliner Rundfunk» desde la Haus des Rundfunks, sede de la antigua radio capitalina que estaba en plena zona de ocupación británica. Para contrarrestarlo, los británicos aprovecharon la constitución de «Nordwestdeutscher Rundfunk» (NWDR), con sede en Hamburgo, para cubrir todo su territorio. Estados Unidos también hizo lo propio con la fundación en 1946 de «RIAS» para el enclave americano. La ocupación terminó en 1949 con dos nuevos estados: la capitalista República Federal Alemana y la socialista República Democrática Alemana.
Los británicos cedieron en 1949 la gestión de la NWDR al nuevo gobierno federal alemán, mientras que RIAS permaneció bajo control estadounidense. En 1950 se creó el consorcio de radiodifusoras públicas ARD, del cual NWDR fue miembro fundador. NWDR se encargó de desarrollar en Berlín la primera emisora de radio en frecuencia modulada (1950) y la emisión del primer canal de televisión, NWDR Fernsehen, el 25 de diciembre de 1952.

### Sender Freies Berlin (1950-1990)

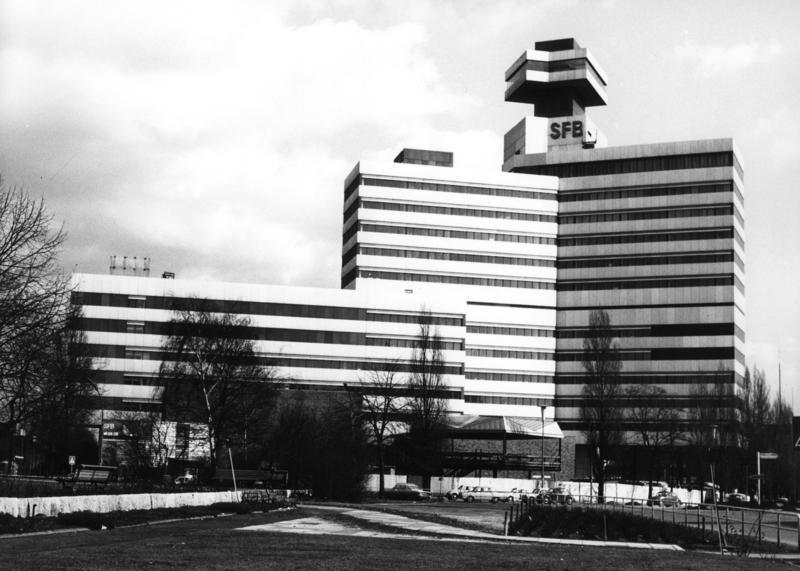
Sede de SFB en Berlín Oeste. El edificio sigue abierto y hoy es la sede de RBB.

Meses después de que se produjese la sublevación de 1953 en Alemania del Este, las autoridades socialistas acusaron a la RIAS de manipulación y convirtieron a Berliner Rundfunk en el único medio oficial para Alemania Oriental. Por esta razón, las autoridades federales pidieron que Berlín Occidental contase con su propia radiodifusora pública, desligada de la NWDR. El 12 de noviembre de 1953 se constituyó la empresa Sender Freies Berlin (SFB, en español «Emisora de Berlín Libre»), que comenzaría su actividad el 1 de junio de 1954 con dos emisoras de radio (AM y FM) y un canal de televisión. SFB fue aceptada como miembro de la ARD en septiembre de 1954. 
En 1957, Berlín Occidental recuperó el control de la Haus des Rundfunks y este edificio se convirtió en la primera sede de la empresa.
A diferencia de RIAS, que emitía una programación dirigida a la zona oriental, los contenidos de SFB estaban dirigidos a todos los habitantes de Berlín, con Berliner Abendschau (1958) como principal informativo local. La señal de las radios federales y del primer canal de la ARD podían captarse también en Berlín Este (y viceversa) gracias a la cercanía de los transmisores, siendo un contrapeso a los medios oficiales de la RDA tras el levantamiento del Muro de Berlín en 1961.
El 20 de septiembre de 1965 comenzaron las emisiones de Norddeutsches Fernsehen (NDR Fernsehen), un tercer canal de televisión regional gestionado por NDR, Radio Bremen y la propia SFB. Y en 1970 se inauguró una nueva sede en el distrito de Charlottenburg. La SFB produjo para ARD importantes programas como Kontraste (originalmente, Ein Ost-West-Magazin), en el que se comparaba el desarrollo de ambas Alemanias y se informaba de asuntos relativos a Europa del Este; así como las series Drei Damen vom Grill (1976-199) y Liebling Kreuzberg (1986-1998).

### SFB tras la reunificación (1990-2002)
Con la caída del Muro de Berlín en 1989 y la posterior reunificación alemana de 1990, SFB se convirtió en la única radiodifusora pública de Berlín. Según la Ley Fundamental, la radiodifusión es competencia de los estados federados y los servicios públicos de radio (Rundfunk der DDR) y televisión (Deutscher Fernsehfunk, DFF) de la República Democrática estaban abocados a desaparecer. El primer canal de la DFF cesó sus emisiones el 15 de octubre de 1990 y fue reemplazado por Das Erste (ARD), mientras que el segundo canal y las radios del Este dejaron de existir el 1 de enero de 1992 para ser reemplazadas por SFB.

Logo de SFB1.

El 1 de octubre de 1992, la SFB se retiró de la televisión regional de NDR para emitir su propio tercer canal de televisión, SFB1, centrado en la actualidad y acontecimientos especiales relativos a la capital alemana.
Durante la década de 1990, la radiotelevisión berlinesa empezó a desarrollar servicios conjuntos con la Ostdeutscher Rundfunk Brandenburg (ORB) de Brandeburgo, tales como la radio juvenil Fritz (1993), la generalista Radio B Zwei (1993), la informativa Inforadio (1995) y la cultural Radio Kultur (1997). Por otro lado, SFB fue una de las primeras radios públicas europeas en crear una cadena multicultural dirigida a la población extranjera, Radio Multikulti (1994).

### Rundfunk Berlin-Brandenburg (2003)
Aunque SFB y ORB mantenían una estrecha colaboración, los gobiernos de Berlín y Brandeburgo no llegaron a un acuerdo de fusión hasta 2002, cuando se estableció una sede doble para el nuevo grupo en Berlín y Potsdam y el mantenimiento de las señales regionales. De este modo se fundó Rundfunk Berlin-Brandenburg (RBB), cuyas actividades en el seno de la ARD comenzaron el 1 de mayo de 2003 sobre las frecuencias de SFB y ORB.

## Servicios
Sender Freies Berlin gestionaba los siguientes canales hasta que fueron asumidos por Rundfunk Berlin-Brandenburg el 1 de mayo de 2003:

### Radio

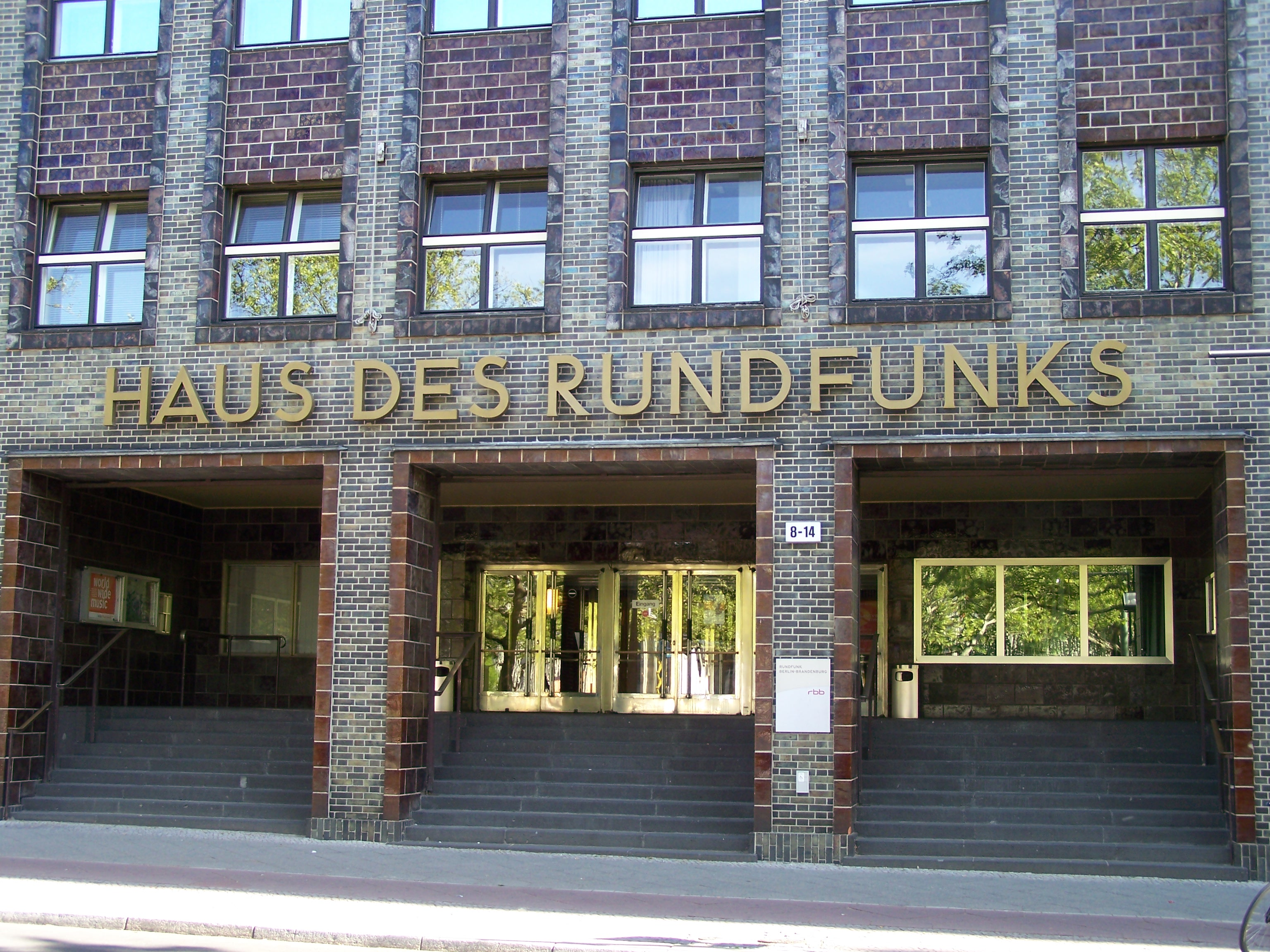
Entrada de la Haus des Rundfunks.

- 88 Acht: también conocida como SFB1 hasta la reunificación, es la emisora informativa de Berlín.
- Radio Multikulti: emisora internacional y multicultural, dirigida a la población extranjera.
- Radioeins: emisora generalista con informativos y música, dirigida a un público adulto. Comenzó sus emisiones el 27 de agosto de 1997. Coproducida con ORB.
- Fritz: radiofórmula musical para un público de 14 a 24 años. Empezó el 1 de marzo de 1993. Coproducida con ORB.
- Radio Kultur: cadena cultural y de música clásica. Coproducida con ORB.
- Inforadio: emisora de noticias e información continua. Disponible desde el 28 de agosto de 1995. Coproducida con ORB.

La oferta antes de la reunificación alemana era distinta: SFB1 (generalista), SFB2 (musical, competía con la oriental DT64), SFB3 (música clásica, colaboración con WDR) y Radio 4U (juvenil).

### Televisión
SFB producía programas para la ARD, tanto en el canal nacional (Das Erste) como en el resto de televisiones donde la corporación participa (3sat, KiKA, Arte, Phoenix). Además contaba con un canal regional:
- SFB1: dirigido a los habitantes de Berlín, existió desde el 1 de octubre de 1992 hasta el 29 de febrero de 2004. Entre 1965 y 1992 los programas locales se emitían en el tercer canal de Norddeutscher Rundfunk. SFB1 fue renombrado «RBB Berlin» en 2002.